# Constance Jablonski
Constance Jablonski (Rijsel, 17 april 1991) is een Frans model. In 2006 deed ze mee met de Franse Elite Model Look-wedstrijd waar ze voor het eerst werd ontdekt. Vanaf 2010 werd ze het vaste gezicht van Estée Lauder, naast modellen Liu Wen en Joan Smalls.

## Modellencarrière
Jablonski maakte haar start in de modellenindustrie bij de Elite Model Look-wedstrijd in 2006, waar ze werd ontdekt als model.
Jablonski stond regelmatig op de catwalk tijdens de modeweken in New York en Parijs, en deed campagnes voor bekende internationale modemerken en bladen, zoals o.a. Vogue, Marie Claire, Allure, en Vanity Fair.
Enkele bekende modemerken waar ze model voor heeft gestaan zijn Shiatzy Chen, Donna Karan, Dior, Gucci, Burberry, Yves Saint Laurent, Alexander McQueen, Balmain, Balenciaga, Zac Posen, Sonia Rykiel, en Elie Saab.
In november 2010 liep Jablonski voor het eerst tijdens een Victoria's Secret modeshow.
Ze stond op de elfde plaats in de lijst van Top Vrouwelijke Modellen in 2015 van models.com.